# Bobek (Moravskoslezské Beskydy)
Bobek (871 m n. m.) je hraniční hora v Klokočovské hornatině v Moravskoslezských Beskydech. Její vrchol leží přesně na hranicích České republiky a Slovenska, na jihovýchod od obce Bílá. Na české straně se nedaleko vrcholu rozkládá osada Bobek, na slovenské pak osada Ulčáky.
Na západním úbočí začíná svůj tok Čurábka, která se nedaleko, v lokalitě Kavalčanky, vlévá do Smradlavky. Na severním úbočí pak pramení Chladná voda, jeden z přítoků Černé Ostravice.

## Dostupnost

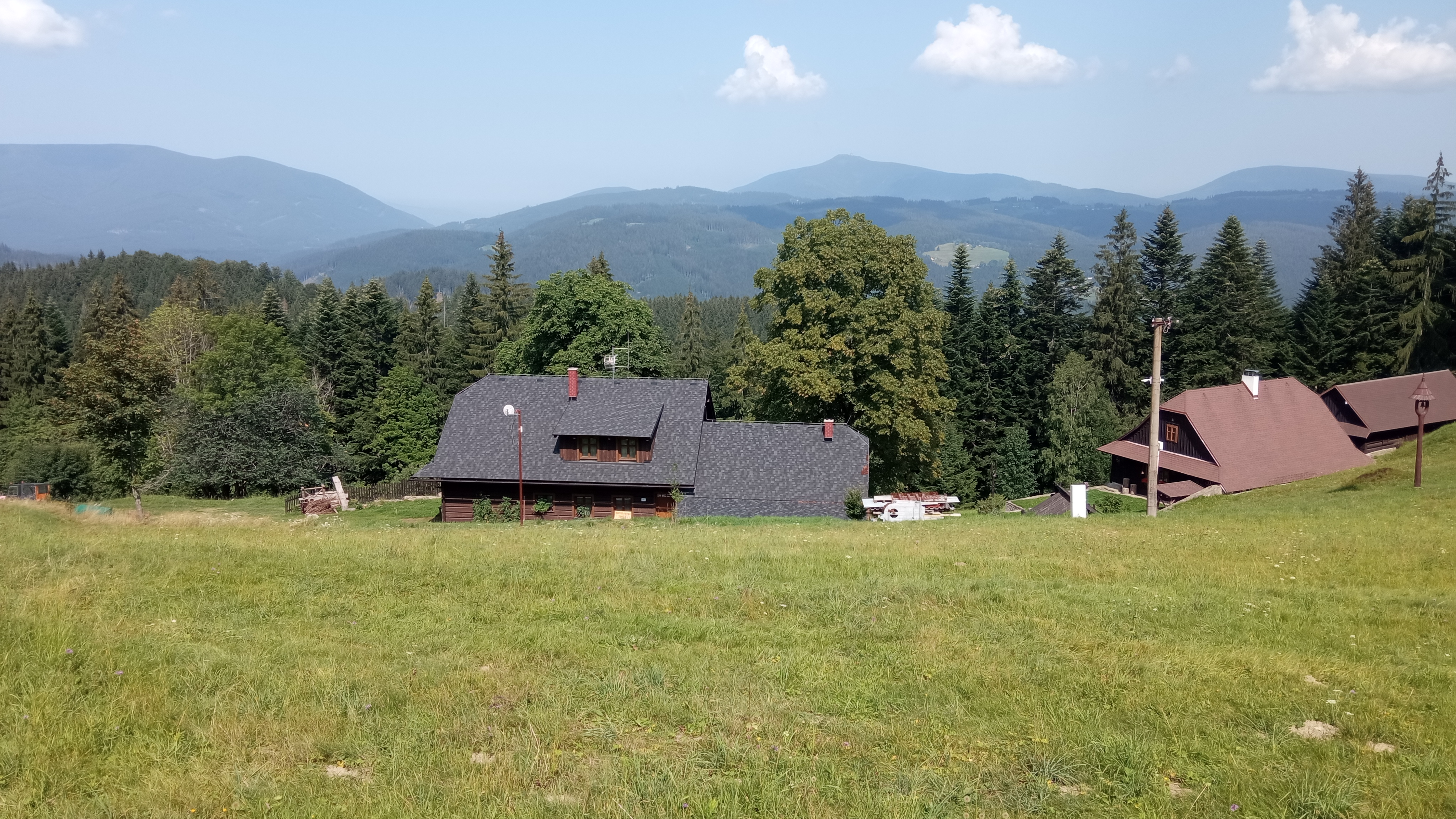
Osada Bobek

Na vlastní vrchol Bobku nevede žádná značená turistická stezka. Přes nedalekou slovenskou osadu Ulčák vede červená turistická značka od Konečné na Kelčovské sedlo. Pod vrcholem na rozcestí Bobek se od ní odděluje modrá turistická značka směrem na Bílou. Po lesní silničce od Černé vede cyklotrasa 6182, která se na hranicích pod osadou Ulčák stáčí na Kavalčanky.